# Shūichi Ikeda
Shūichi Ikeda (jap. 池田 秀一 Ikeda Shūichi; ur. 2 grudnia 1949 w Tokio) – japoński aktor i seiyū. Najbardziej znany z roli Chara Aznable'a w popularnej serii anime Gundam. Działa również w japońskim dubbingu – podkłada głos Jetowi Li w wielu produkcjach z jego udziałem.

## Wybrana filmografia
- Galaxy Express 999 (1979): Nanmi
- Kidō Senshi Gundam (1979): Char Aznable
- Kidō Senshi Zeta Gundam (1985): Char Aznable
- Kidō Senshi Gundam: Odwet Chara (1988): Char Aznable
- Rurōni Kenshin (1991): Hiko Seijūrō
- One Piece (1999): Shanks
- Ninpū Sentai Hurricanger (2002): Sandaaru
- Kidō Senshi Gundam SEED Destiny (2003): Gilbert Durandal
- Jūken Sentai Gekiranger (2007): Bat Li
- Arslan senki (OVA) (Książę Hilmes / „Srebrna Maska”)
- One Piece Film: Red (2022)